# Karl Wilhelm Böckmann

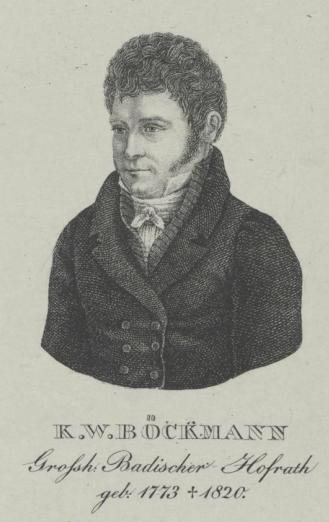
Karl Wilhelm Böckmann.

Karl Wilhelm Böckmann oder Boeckmann (* 1. Oktober 1773 in Karlsruhe; † 18. Juni 1821 ebenda) war ein deutscher Physiker und Chemiker.

## Leben
Sein Vater, der geheime Hofrat Johann Lorenz Böckmann, wirkte in der markgräflich badischen Residenzstadt Karlsruhe als Professor der Mathematik und Physik am Gymnasium und als Lehrer der landesfürstlichen Familie. Die Mutter Margaretha Dorothea geb. Eichrodt war die Tochter eines Hofrats und Leibarztes. Sie unterstützte den Gatten bei dessen physikalischen Versuchen, während sie gleichzeitig dreizehn Kinder aufzog. Böckmann war der älteste Sohn. Er durchlief das erwähnte Gymnasium, wo seine Vorliebe den Unterrichtsfächern des Vaters galt. Mit siebzehn verlor er die Mutter.

### Leutnant in den Revolutionskriegen
Bei Ausbruch des Ersten Koalitionskriegs 1792 wurde Böckmann Leutnant. 1794 unterstützte er den Vater bei der Ausarbeitung eines Projekts zur Nutzung der optischen Telegrafie, die von Chappe erfunden worden war und der Revolutionsarmee einen entscheidenden Vorteil verschaffte. Im folgenden Jahr fuhren die beiden damit ins Hauptquartier von Reichsfeldmarschall Albert von Sachsen-Teschen in Heidelberg. Sie veranlassten diesen, eine Telegrafenlinie zwischen Mannheim und dem belagerten Mainz errichten zu lassen, und nahmen Einsitz in der damit beauftragten Kommission. Der Verlauf der Kämpfe ließ eine Verwirklichung des Vorhabens aber nicht zu. Einen Übertritt in den kaiserlichen Generalstab lehnte Böckmann ab. 1797 heiratete er Christiane Schäffer. Von den drei Kindern des Paares überlebte ihn nur die Tochter Julie.

### Studium in Erlangen
1797/98 studierte Böckmann an der Universität Erlangen bei Georg Friedrich Hildebrandt (Chemie), Johann Tobias Mayer (Physik), Johann Christian von Schreber (Naturgeschichte) und Karl Christian von Langsdorf (Mathematik). Von 1798 bis zu seinem Tod führte er die 1780 aufgenommenen, in den Revolutionskriegen unterbrochenen meteorologischen Beobachtungen der Societas Meteorologica Palatina fort.

### Professor in Karlsruhe
1801 verließ Böckmann den Militärdienst und wurde zweiter Professor der Physik am Gymnasium in Karlsruhe und zweiter Aufseher des fürstlichen physikalischen Kabinetts, das der Vater eingerichtet hatte. Eine Einladung des Grafen Rumford nach London lehnte er ab, als 1802 der Vater überraschend starb. Eine Zeit lang war Böckmann Prinzenerzieher. 1803 wurde er als Nachfolger des Vaters Professor der Physik und Mathematik am Gymnasium und Aufseher des physikalischen Kabinetts. Im selben Jahr verlieh ihm die Universität Erlangen den Doktortitel der Philosophie. 1804 schlug er trotz bescheidener Besoldung Berufungen an die Universitäten Wilna und Landshut aus. Den ganzen Winter 1804/05 nahm der greise Kurfürst Karl Friedrich von Baden bei ihm Privatunterricht. 1806 erfolgte Böckmanns Ernennung zum großherzoglich badischen Hofrat. 1813 wurde ihm die in Aussicht gestellte Nachfolge von Georg Adolf Suckow an der Universität Heidelberg verweigert. Im selben Jahr wurde er Mitglied der Sanitätskommission beim Ministerium des Innern.

### Auszeichnungen
Böckmann gewann mehrere Preisausschreiben, zuerst 1803 jenes der Göttinger Societät der Wissenschaften über die Erwärmung von Körpern durch Sonnenstrahlen. Goldmedaillen verliehen ihm 1808 die Bataafsch Genootschap der Proefondervindelijke Wijsbegeerte te Rotterdam für eine Preisschrift über Wärmeleitung, 1816 und 1818 die Hollandsche Maatschappij der Wetenschappen te Haarlem für Arbeiten über Kohlenstoffmonoxid bzw. Blitzableiter. Böckmann wurde Mitglied oder Korrespondent zahlreicher Akademien und wissenschaftlicher Gesellschaften (im Ausland Straßburg, Zürich, Moskau und Sankt Petersburg). Von verschiedenen Monarchen (unter anderen jenen Preußens, Bayerns, Dänemarks und Russlands) erhielt er Ehrengaben, von den Großherzögen von Baden und Hessen Orden. Er starb mit 47 Jahren.

## Werke (Auswahl)
- Carl Wilhelm Boeckmann’s Marggräflich Badischen Lieutenant’s Versuche über das Verhalten des Phosphorus in verschiedenen Gasarten. Schubart, Erlangen 1800. (Digitalisat)
- Physikalische Beschreibung der Gesundbrunnen und Bäder Griesbach, Petersthal und Antogast im Kinzig-Kreis des Großherzogthums Baden. Carlsruhe 1810.
- Versuche über die Erwärmung verschiedener Körper durch die Sonnenstrahlen. Müller, Karlsruhe 1811. (Erweiterte Fassung der Preisschrift von 1803.)
- Versuche über die Wärmeleitung verschiedener Körper. Carlsruhe 1812. (Druckfassung der Preisschrift von 1808.)
- Leitfaden zum Gebrauch bey Vorlesungen über die Naturlehre. Carlsruhe 1813. (Entwurf dazu: ebendort 1805.)
- Leitfaden zum Vortrag der Anfangsgründe der angewandten Mathematik. Karlsruhe 1816.
- Beiträge in Scherers Allgemeinem Journal der Chemie (Leipzig)[6], Gilberts Annalen der Physik (Halle, dann Leipzig)[7], Gehlens Neuem Allgemeinem Journal der Chemie (Berlin)[8], den Denkschriften der vaterländischen Gesellschaft der Aerzte und Naturforscher Schwabens (Tübingen)[9], der Allgemeinen Zeitung (Stuttgart, dann Ulm, dann Augsburg), im Badischen Magazin (Mannheim) und der Karlsruher Zeitung.
- Rezensionen in der Medicinisch-chirurgischen Zeitung (Salzburg, dann Innsbruck).
- Übersetzungen von Preisschriften Böckmanns in den Nieuwe Verhandelingen van het Bataafsch Genootschap der Proefondervindelijke Wijsbegeerte te Rotterdam[10] und den Naturkundige Verhandelingen van de Hollandsche Maatschappij der Wetenschappen te Haarlem[11].
- Übersetzte Beiträge in The Medical and Physical Journal (London)[12], The Philosophical Magazine (ebendort)[13] und der Bibliothèque universelle des sciences, belles-lettres, et arts (Genf)[14].
- Übersetzungen französischsprachiger Schriften durch Böckmann[15].